# Ruta Estatal de Arizona 347
La Ruta Estatal de Arizona 347, y abreviada SR 347 (en inglés: Arizona State Route 347) es una carretera estatal estadounidense ubicada en el estado de Arizona. La carretera inicia en el sur desde la SR 84     en Stanfield hacia el norte en la I 10     en Sun Lakes. La carretera tiene una longitud de 46,2 km (28.69 mi).

## Mantenimiento
Al igual que las autopistas interestatales, y las rutas federales y el resto de carreteras estatales, la Ruta Estatal de Arizona 347 es administrada y mantenida por el Departamento de Transporte de Arizona por sus siglas en inglés ADOT.